# Russinho
Moacyr Siqueira de Queiroz, conegut com a Russinho, (18 de desembre de 1902 - 18 d'abril de 1992) fou un futbolista brasiler.

## Selecció del Brasil
Va formar part de l'equip brasiler a la Copa del Món de 1930.

## Palmarès
- Campionat carioca (4):

Vasco da Gama: 1924, 1929, 1934
Botafogo: 1935
- Màxim golejador del campionat carioca de futbol (3):

1924 (14 gols), 1929 (23 gols), 1931 (17 gols)